# Rudolf Wilhelm Christian Janzen
Rudolf Wilhelm Christian Janzen (* 20. September 1940 in Hamburg; † 15. Juli 2019 in Paris) war ein deutscher Neurologe.

## Leben
Er war ein Sohn des Neurologen Rudolf Wilhelm Janzen, Ordinarius der Neurologischen Universitätsklinik Hamburg-Eppendorf. Nach dem Studium in Münster, Berlin und Zürich folgte die Medizinalassistentenzeit in der Neuroanatomie in Hamburg, in der Frauenheilkunde in Dortmund, in der Neurochirurgie in Bochum-Langendreer, in der Pathologie in Nürnberg sowie in der Inneren Medizin im Asklepios Klinikum Harburg in Hamburg. 1967 wurde er promoviert und 1977 habilitierte er sich mit dem Thema „Krampfbegleitende Motorik“ an der Universität Hamburg. Anschließend lehrte er dort als Privatdozent und ab 1983 als Professor. 1985 wurde er an die Neurologische Klinik des Krankenhauses Nordwest in Frankfurt berufen, wo er 20 Jahre als Chefarzt und einige Jahre als ärztlicher Direktor tätig war. Zu seinen Schwerpunkten gehörten neurologische Intensivmedizin und Schlaganfallversorgung.
Janzen starb 2019 mit 78 Jahren an den Folgen eines Unfalls in Paris.